# Kees Rade
Kees Rade (Amsterdam, 8 augustus 1954) is een Nederlands diplomaat. Hij was ambassadeur in Managua en Brasilia, en is dat sinds 2018 in Bangkok.

## Biografie
Rade studdeerde in 1978 af in rechten aan de Universiteit van Amsterdam. Van 1979 tot 1993 werkte hij bij de permanente vertegenwoordiger van de Verenigde Naties in New York. Aansluitend was hij tot 1997 hoofd van het Bureau Suriname op het ministerie in Den Haag.
Vanaf 1997 was hij plaatsvervangend ambassadeur in Nairobi (Kenia). Daarna was hij vanaf 2001 in zaakgelastigde in Managua (Nicaragua) en aansluitend tot 2005 ambassadeur in dezelfde stad. Met een onderbreking werkte van 2005 tot 2017 werkte hij op het ministerie voor twee verschillende directies; van 2009 tot 2014 was hij ambassadeur in de Braziliaanse hoofdstad Brasilia.
De laatste maanden van 2017 was hij tijdelijk zaakgelastigde in Paramaribo (Suriname). Hier nam hij de zaken waar voor Anne van Leeuwen die onverwacht niet welkom was voor de regering-Bouterse. in 2018 nam Jaap Frederiks zijn zaken over.
In 2018 trad hij aan als ambassadeur in Bangkok (Thailand).